# Carpodacus trifasciatus
Carpodacus trifasciatus е вид птица от семейство Чинкови (Fringillidae).

## Разпространение
Видът е разпространен в Бутан, Индия и Китай.